# John Britton
John Bayard Britton, né le 6 mai 1925 à Boston et mort le 29 juillet 1994 à Pensacola, était un médecin américain. 
Il a été assassiné à Pensacola, en Floride, par Paul Jennings Hill, militant anti-avortement.

## Biographie
Né à Boston, John Britton est diplômé en 1949 de l'University of Virginia School of Medicine (en). Il a servi dans l'armée en Corée et a enseigné à Georgia Regents University (en).  
Il est devenu ensuite un médecin de famille à Fernandina Beach, en Floride, passant beaucoup de son temps à faire des accouchements. 
Après l'assassinat de David Gunn (en) (son prédécesseur), Britton reçu à son tour des menaces de mort. Il portait sur lui un gilet pare-balles, un .357 Magnum et avait aussi des gardes du corps. 
Il a décrit les manifestants anti-avortement comme « fanatiques ».

## Assassinat
Le 29 juillet 1994, Paul Jennings Hill s'est approché de sa clinique et a tiré sur lui, le touchant à la tête. John Britton était âgé de 69 ans. Paul Jennings Hill a également tué le garde du corps de Britton, un retraité de l'Air Force, le lieutenant-colonel James Barrett (74 ans). La femme de Barrett, une infirmière à la retraite, est de son côté blessée au bras et à la poitrine. 
Paul Jennings Hill a été condamné à mort le 6 décembre 1994, et exécuté par injection létale le 3 septembre 2003. Il fut la première personne aux États-Unis à être exécutée pour le meurtre d'un médecin pratiquant des avortements.